# Thomas Davy
Thomas Davy, nacido el 1 de mayo de 1968 en París, es un ciclista francés que fue profesional de 1992 a 1997. 
En abril de 1996, Davy dio positivo en un control antidopaje, siendo sancionado con tres semanas de castigo sin poder competir. Thomas fue uno de los ciclistas que declararon en el Caso Festina. Durante esta declaración llegó a afirmar que en su época con el conjunto español Banesto existía un sistema de dopaje médicamente asistido.

## Palmarés
1992
- 1 etapa del Tour del Porvenir

1993
- Tour del Porvenir

1994
- 1 etapa del Circuito de la Sarthe

## Resultados en las Grandes Vueltas y Campeonatos del Mundo
| Carrera         | 1992 | 1993 | 1994 | 1995 | 1996 | 1997 |
| --------------- | ---- | ---- | ---- | ---- | ---- | ---- |
| Giro de Italia  | 73.º | -    | 40.º | 33.º | -    | -    |
| Tour de Francia | -    | -    | 21.º | 80.º | -    | -    |
| Vuelta a España | -    | -    | -    | -    | -    | -    |
| Mundial en Ruta | -    | -    | -    | -    | -    | -    |

-: no participa

Ab.: abandono